# Tha Last Meal
Tha Last Meal ist das fünfte Studioalbum des US-amerikanischen Rappers Snoop Dogg. Es ist gleichzeitig sein letztes Album bei No Limit Records und erschien dort am 19. Dezember 2000.

## Titelliste
1. Intro – 1:21
2. Hennesey n Buddha – 4:11
3. Snoop Dogg (What’s My Name Pt. 2) – 4:03
4. True Lies – 4:00
5. Wrong Idea – 4:14
6. Go Away – 4:52
7. Set It Off – 4:37
8. Stacey Adams – 4:35
9. Lay Low – 3:34
10. Bring It On – 4:17
11. Game Court – 2:10
12. Issues – 2:35
13. Brake Fluit – 5:56
14. Ready 2 Ride – 4:21
15. Losin' Control – 4:09
16. I Can't Swim – 4:17
17. Leave Me Alone – 4:12
18. Back Up Off Me – 5:15
19. Y'all Gone Miss Me – 4:15

## Kritik
Tha Last Meal bekam größtenteils positive Kritiken.
Der Rolling Stone vergab 3,5 von 5 Sternen und nannte es „Snoops bestes Album seit Doggystyle 1993.“
Vibe vergab auch 3,5 von 5 Sternen und schrieb: „Es macht einfach Spaß, Snoops Songs zuzuhören. Nichts Weltbewegendes, aber guter, solider Snoop-Rap.“
Außerdem vergab AllMusic 3,5 von 5 Sternen sowie RapReviews.com 8,5 von 10 Sternen.

## Erfolg
Tha Last Meal verkaufte sich über 395.000 mal in der ersten Woche. Es war das zweite Album von Snoop Dogg, das in keinem Land Platz eins erreichen konnte.
| ChartsChartplatzierungen       | Höchstplatzierung | Wochen |
| ------------------------------ | ----------------- | ------ |
| Deutschland (GfK)              | 55 (8 Wo.)        | 8      |
| Schweiz (IFPI)                 | 81 (5 Wo.)        | 5      |
| Vereinigtes Königreich (OCC)   | 62 (16 Wo.)       | 16     |
| Vereinigte Staaten (Billboard) | 4 (36 Wo.)        | 36     |